# Championnat du Cap-Vert de football 2011
Navigation
Saison précédente Saison suivante
La saison 2011 du Championnat du Cap-Vert de football est la trente-deuxième édition de la première division capverdienne, le Campeonato Nacional. Après une phase régionale qualificative disputée sur chacune des neuf îles habitées de l'archipel, les onze meilleures équipes et le tenant du titre disputent le championnat national, joué en deux phases :
- une phase de poules (deux poules de six équipes) dont seuls les deux premiers accèdent à la phase finale
- une phase finale à élimination directe (demi-finales et finale) en matchs aller et retour qui détermine le vainqueur du championnat

C’est le CS Mindelense qui remporte la compétition cette saison, après avoir battu le Sporting Clube da Praia en finale nationale. Il s'agit du huitième titre de champion du Cap-Vert de l’histoire du club.

## Les clubs participants
- Île de Boavista :
  - Sal-Rei FC
- Île de Brava :
  - Aucune équipe
- Île de Fogo :
  - Vulcânicos Futebol Clube
- Île de Maio :
  - CD Onze Unidos
- Île de Sal :
  - Académico do Aeroporto
- Île de Santiago :
  - Boavista FC (tenant du titre)
  - Benfica de Santa Cruz (zone Nord)
  - Sporting Clube da Praia (zone Sud)
- Île de Santo Antão :
  - Rosariense Clube (zone Nord)
  - Associação Académica do Porto Novo (zone Sud)
- Île de São Nicolau:
  - FC Ultramarina
- Île de São Vicente:
  - CS Mindelense

- À noter que l'île de Brava n'envoie pas d'équipe cette saison car le championnat local n'est pas disputé.

## Compétition

### Phase de poules
Le barème utilisé pour établir le classement est le suivant :
- Victoire : 3 points
- Match nul : 1 point
- Défaite, forfait ou abandon : 0 point

| Rang | Équipe                   | Pts | J | G | N | P | Bp | Bc | Diff |
| ---- | ------------------------ | --- | - | - | - | - | -- | -- | ---- |
| 1    | CS Mindelense            | 13  | 5 | 4 | 1 | 0 | 13 | 1  | +12  |
| 2    | Sporting Clube da Praia  | 12  | 5 | 4 | 0 | 1 | 7  | 2  | +5   |
| 3    | Benfica de Santa Cruz    | 8   | 5 | 2 | 2 | 1 | 5  | 4  | +1   |
| 4    | Vulcânicos Futebol Clube | 4   | 4 | 1 | 1 | 2 | 3  | 9  | -6   |
| 5    | FC Ultramarina           | 3   | 5 | 1 | 0 | 4 | 6  | 11 | -5   |
| 6    | Sal-Rei FC               | 0   | 4 | 0 | 0 | 4 | 1  | 8  | -7   |

| Rang | Équipe                             | Pts | J | G | N | P | Bp | Bc | Diff |
| ---- | ---------------------------------- | --- | - | - | - | - | -- | -- | ---- |
| 1    | Associação Académica do Porto Novo | 8   | 4 | 2 | 2 | 0 | 11 | 4  | +7   |
| 2    | Académico do Aeroporto             | 8   | 4 | 2 | 2 | 0 | 8  | 5  | +3   |
| 3    | Boavista FCT                       | 7   | 4 | 2 | 1 | 1 | 9  | 4  | +5   |
| 4    | CD Onze Unidos                     | 3   | 4 | 1 | 0 | 3 | 4  | 9  | -5   |
| 5    | Rosariense Clube                   | 1   | 4 | 0 | 1 | 3 | 4  | 14 | -10  |

### Phase finale
|  | Demi-finales                       | Demi-finales                       | Demi-finales  | Demi-finales  |                         |                         | Finale | Finale | Finale | Finale |
|  |                                    |                                    |               |               |                         |                         |        |        |        |        |
|  |                                    |                                    |               |               |                         |                         |        |        |        |        |
|  | Sporting Clube da Praia            | Sporting Clube da Praia            | 1             | 4             |                         |                         |        |        |        |        |
|  | Sporting Clube da Praia            | Sporting Clube da Praia            | 1             | 4             |                         |                         |        |        |        |        |
|  | Associação Académica do Porto Novo | Associação Académica do Porto Novo | 2             | 0             |                         |                         |        |        |        |        |
|  | Associação Académica do Porto Novo | Associação Académica do Porto Novo | 2             | 0             | Sporting Clube da Praia | Sporting Clube da Praia | 0      | 0      |        |        |
|  |                                    |                                    |               |               | Sporting Clube da Praia | Sporting Clube da Praia | 0      | 0      |        |        |
|  |                                    |                                    | CS Mindelense | CS Mindelense | 1                       | 0                       |        |        |        |        |
|  | Académico do Aeroporto             | Académico do Aeroporto             | CS Mindelense | CS Mindelense | 1                       | 0                       | 1      | 1      |        |        |
|  | Académico do Aeroporto             | Académico do Aeroporto             |               |               |                         |                         |        | 1      |        |        |
|  | CS Mindelense                      | CS Mindelense                      | 2             | 0             |                         |                         |        |        |        |        |
|  | CS Mindelense                      | CS Mindelense                      | 2             | 0             |                         |                         |        |        |        |        |

## Bilan de la saison
| Championnat du Cap-Vert de football 2011 |                          |
| Champion                                 | CS Mindelense (8e titre) |
| Coupes et trophées                       |                          |
| Vainqueur de la Coupe du Cap-Vert 2011   | Non disputée             |
| Qualifications continentales             |                          |
| Ligue des champions de la CAF 2012       | Aucun                    |
| Coupe de la confédération 2012           | Aucun                    |
| Promotions et relégations                |                          |
| Promus en Campeonato Naçional            | Aucun                    |
| Relégués                                 | Aucun                    |